# Melityna Gromadska
Melityna Gromadska (ur. 18 lutego 1917 w Rzeczycy, zm. 18 stycznia 2002 w Toruniu) – polska biolog, specjalizująca się w ekologii zwierząt i zoologii.

## Życiorys
Po ukończeniu gimnazjum w Krzemieńcu, w 1934 roku podjęła studia na Wydziale Rolniczym Uniwersytetu Stefana Batorego. Wśród jej wykładowców był prowadzący kurs entomologii profesor Jan Prüffer. W 1939 roku ukończyła studia z tytułem inżyniera rolnika i rozpoczęła pracę na stanowisku zastępcy asystenta w Stacji Ochrony Roślin Wileńskiej Izby Rolnej. Po wybuchu wojny powróciła do Krzemieńca, w którym do 1943 roku pracowała w biurach.
Po wojnie, w 1945 roku, została zatrudniona jako młodszy asystent w Pracowni Biologii Ogólnej i Systematycznej Wydziału Rolnictwa Uniwersytetu Jagiellońskiego. W 1947 roku przeniosła się do Torunia, gdzie podjęła pracę na stanowisku starszego asystenta w Katedrze Ochrony Przyrody i Ekologii UMK. W roku 1949 uzyskała stopień doktora, tematem jej rozprawy był Wpływ temperatur stałych i przemiennych na ilość wyprodukowanego CO2 przez poczwarki różnych owadów, a promotorem Jan Prüffer.
W 1955 roku uzyskała, na podstawie rozprawy Przylżeńce kwiatów biotopu wydmowego, tytuł naukowy docenta. Tytuł profesora nauk przyrodniczych otrzymała w 1964 roku.
Prowadziła badania z zakresu ekologii, głównie biocenologii i funkcjonowania ekosystemów.
W latach 1979–1993 kierowała Ośrodkiem Badawczym Biologii Stosowanej w Koniczynce k. Torunia. W latach 1958–1960 pełniła funkcję prodziekana, a od 1959 do 1969 roku dziekana Wydziału Biologii i Nauk o Ziemi UMK. Była pierwszą kobietą kierującą tym wydziałem.
Prowadziła szeroką działalność popularyzatorską. Była członkiem Towarzystwa Naukowego w Toruniu (od 1947 roku), Polskiego Towarzystwa Przyrodników im. Kopernika, Polskiego Towarzystwa Entomologicznego, Polskiego Towarzystwa Zoologicznego oraz Ligi Ochrony Przyrody. W 1985 odznaczona Medalem Komisji Edukacji Narodowej.

## Wybrane publikacje
- Ptaki pożyteczne i ich ochrona (1946)
- Znaczenie izoterm styczniowych dla rozprzestrzenienia Eriosoma lanigerum Hausm (1949)
- Chrząszcze szkodliwe dla roślin (1949)
- Fauna kwiatów wydmy Zadroże (1949)
- Owady, szkodniki pól uprawnych (1952)
- Fenologia i bionomia galasówek (Cynipidae) z rodzaju Neuroterus występujących w okolicach Torunia (1978, współautor)
- Wpływ chlorku chlorocholiny na liczebność słodyszka rzepakowego (Meligethes aeneus F.) (1978, współautor)